# Algérie-Focus
Algérie-Focus est un journal électronique algérien.
Lancé en novembre 2008, ce webzine est le premier journal interactif créé en Algérie. Francophone, il affiche sur sa page d’accueil le slogan : « L'information pour vous et avec vous ». Fort de 2 millions visiteurs uniques par mois et de 100 000 fans sur Facebook (juillet 2016), il est lauréat de l’Algeria Web Awards 2013 dans la catégorie pure player.
Indépendant et participatif, il offre un espace où les internautes sont invités aux débats. Chaque année, il organise le tour d’Algérie à la rencontre des réussites algériennes, « l’Algérie positive ». En plus de l’équipe basée à Alger, la rédaction dispose de correspondants à Paris. Le site couvre l’actualité algérienne dans les domaines politique, économique, social et culturel et propose des dossiers thématiques.